# مانیسالس
مانیسالس (به اسپانیایی: Manizales) یک سکونتگاه مسکونی در کلمبیا است که در بخش کالداس واقع شده‌است.

## خصوصیات
مانیسالس ۵۷۱٫۸۴ کیلومترمربع مساحت و ۴۳۸٬۵۸۷ نفر جمعیت دارد و ۲٬۱۶۰ متر بالاتر از سطح دریا واقع شده‌است.

## خواهرخوانده
شهرهای روزاریو، سانتا فه و بنیدورم خواهرخوانده‌های مانیسالس هستند.